# Exoribatula ensifer
Exoribatula ensifer är en kvalsterart som först beskrevs av Sandór Mahunka 1983.  Exoribatula ensifer ingår i släktet Exoribatula och familjen Hemileiidae. Inga underarter finns listade i Catalogue of Life.